# Pat Frink
Patrick Edward "Pat" Frink (Wheat Ridge, Colorado, 18 de febrero de 1945-Tucson, Arizona, 6 de mayo de 2012) fue un jugador de baloncesto estadounidense que disputó una temporada en la NBA. Con 1,93 metros de estatura, jugaba en la posición de base.

## Trayectoria deportiva

### Universidad
Jugó durante tres temporadas con los Buffaloes de la Universidad de Colorado en Boulder, en las que promedió 17,4 puntos y 3,4 rebotes por partido. Se perdió una temporada completa por lesión, aun así acabó como segundo máximo anotador de la historia de su universidad, con 1.266 puntos, en el puesto 16 en la actualidad. Fue incluido en el mejor quinteto de la Big-8 Conference en 1965 y en el segundo mejor en 1967 y 1968.

### Profesional
Fue elegido en la vigésimo séptima posición del Draft de la NBA de 1968 por Cincinnati Royals, donde jugó una temporada como suplente de Oscar Robertson, promediando 2,6 puntos y 1,1 asistencias por partido.

## Estadísticas de su carrera en la NBA

### Temporada regular
| Temporada | Edad | Equipo            | Liga | P  | TIT | MIN | TC  | TCA | %TC  | 3P | 3PA | %3P | TL  | TLA | %TL  | R.OF. | R.DEF. | REB | ASIS | ROB | TAP | PER | FP  | PTS |
| 1968-69   | 23   | Cincinnati Royals | NBA  | 48 |     | 7.6 | 1.0 | 3.1 | .340 |    |     |     | 0.5 | 0.6 | .793 |       |        | 0.9 | 1.1  |     |     |     | 1.1 | 2.6 |
| Total     |      |                   | NBA  | 48 |     | 7.6 | 1.0 | 3.1 | .340 |    |     |     | 0.5 | 0.6 | .793 |       |        | 0.9 | 1.1  |     |     |     | 1.1 | 2.6 |

## Fallecimiento
Frink falleció cerca de Tucson, Arizona, víctima de un accidente de tráfico.